# Платаново (Ленінградська область)
Платаново (рос. Платаново) — присілок Бокситогорського району Ленінградської області Росії. Входить до складу Подборовського сільського поселення.
Населення — 4 особи (2012 рік). 